# Саада (мухафаза)
Мухафаза Саада (араб. صعدة) — мухафаза Ємену.
- Адміністративний центр — місто Саада.
- Площа становить 15 022 км²
- Населення — 887 482 осіб (2012 рік)
- Губернатор — Хасан Мана (2009)[3]

## Географія

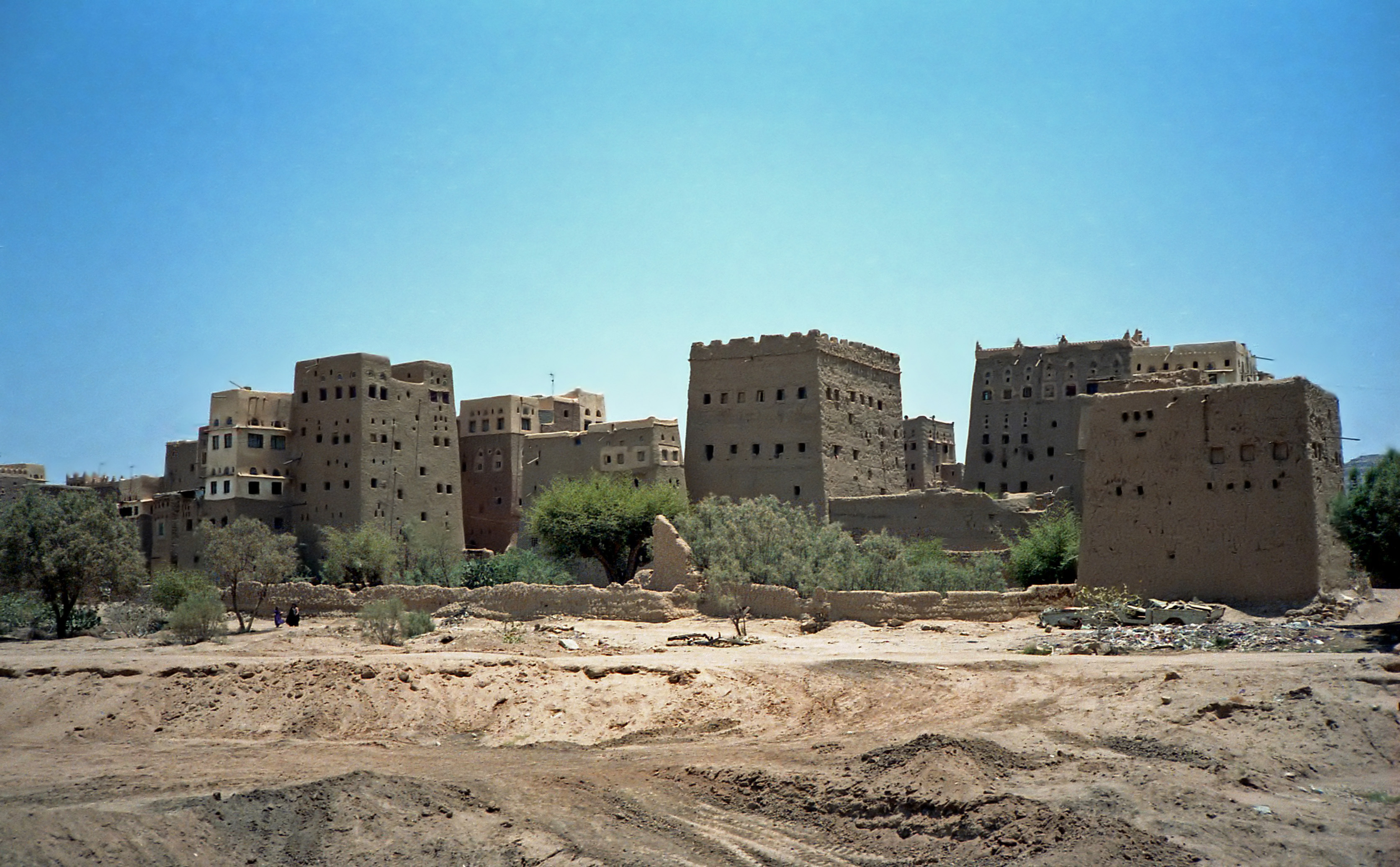
Місто Саада

Розташована на північному заході країни.
На півдні межує з мухафазами Хадджа і Амран, на сході з мухафазою Ель-Джауф, на півночі з Саудівською Аравією. У західній частині розташовано кілька обривів. У центрі і на півночі мухафази, і далі по території Саудівської Аравії тече пересихаюча сезонами річка Наджран.

## Населення
Один з найбільш важкодоступних і бідних районів країни і один з небагатьох регіонів Ємену, де більшість населення складають зейдити, релігійна меншість, релігія яких багато в чому схожа з Шиїтським тлумаченням Ісламу). З 2004 року у цьому районі неодноразово відбувалися заколоти зейдитських повстанців проти уряду.

## Економіка
Сільське господарство представлено кочовим тваринництвом.

## Транспорт
Через мухафазу проходить тільки один шлях — траса з'єднує столицю Санаа і Хаміс-Мушаіт через місто Саада. В мухафазі розташовано два аеропорти місцевого сполучення — один у місті Саада, другий — на півночі, біля кордону з Саудівською Аравією.